# Районы Красноярска

Схема административных районов Красноярска

Районы Красноярска — это административно-территориальные единицы в краевом городе.
Управление в пределах района, согласно статье 47 Устава города Красноярска, осуществляется районной администрацией, являющейся территориальным подразделением Администрации города. Глава районной администрации назначается главой города. В свою очередь, глава района в праве самостоятельно разрабатывать структуру районной администрации, создавать штат работников администрации (за исключением первого заместителя), назначать руководителей органов районной администрации в рамках своих компетенций и при согласовании своих действий с городской администрацией Красноярска.
Река Енисей делит весь Красноярск на левобережную и правобережную части. Левобережная часть состоит из четырёх районов: Центрального, Октябрьского, Железнодорожного и Советского. Правобережная часть состоит из трёх районов: Свердловского, Кировского, Ленинского. Преимущественно вся деловая жизнь города сосредоточена на левом берегу, во всех четырёх районах Левобережья. Правый берег — это районы размещения промышленных предприятий и проживания (в основном) их работников. Районы Красноярска подразделяются на исторически сложившиеся микрорайоны.

## Районы
| Район           | Код ОКАТО  | Население, чел. (2021) | Дата образования                                                                  |
| --------------- | ---------- | ---------------------- | --------------------------------------------------------------------------------- |
| Железнодорожный | 04 401 363 | ↗100 946               | 29 ноября 1979 года (выделен из Октябрьского района)                              |
| Кировский       | 04 401 365 | ↗125 182               | 22 декабря 1934 года                                                              |
| Ленинский       | 04 401 368 | ↗156 777               | 28 августа 1942 года (выделен из Кировского района)                               |
| Октябрьский     | 04 401 371 | ↗186 772               | 25 июня 1938 года как Кагановический район (переименован в 1957 году)             |
| Свердловский    | 04 401 373 | ↗163 470               | 23 марта 1977 года (выделен из Кировского района)                                 |
| Советский       | 04 401 374 | ↗368 563               | 29 мая 1969 года (выделен из Центрального района)                                 |
| Центральный     | 04 401 377 | ↗86 061                | 25 июня 1938 года под названием Сталинский район. Переименован 5 ноября 1961 года |

## Характеристики районов

### Левый берег
Железнодорожный район тянется от железнодорожного моста на запад по преимуществу вместе с железной дорогой. Граничит с Октябрьским и Центральным районами. Он является самым молодым районом города, его благоустройство началось в 1979 году. Здесь находятся Железнодорожный вокзал, Красная площадь с фонтаном, дом-музей Петра Красикова, Органный зал, Музыкальный театр и многое другое.
Центральный район, в отличие от Железнодорожного, является самым старым. Административно его формирование относится к 1936 году, но тогда он включал территории и Советского района. Последний отделился от Центрального в 1969. Историческая роль района — самое старое сохранившееся каменное здание на его территории относится к последней четверти XVIII века — предопределила его значение в наши дни: сегодня район является местом расположения краевой администрации, силовых структур и ведомств. В Центральном районе расположены одни из главных улиц: проспект Мира, улица Ленина и улица Карла Маркса. Здесь же расположены Театр имени Пушкина, Краеведческий музей и художественный музей имени Сурикова.
В Центральном и Железнодорожном районах сосредоточены основные государственные учреждения и офисы компаний, предприятия торговли и обслуживания, крупные культурные и образовательные учреждения. Бо́льшая часть домов «Старого центра» — это четырёх- и пятиэтажные кирпичные дома (полнометражные квартиры) — сталинки. Вторая по численности группа — «хрущёвки» аналогичной этажности. Оставшаяся часть Центрального района застроена разнообразными домами (от деревянных домов до «элитных» кирпичных многоэтажек).
Советский район — левобережный район, соединённый с противоположным берегом мостами Октябрьским и «777». Самый большой по размерам и числу проживающих здесь жителей. На его окраине также находятся крупнейшие заводы Красноярска: Металлургический (КРАМЗ), Алюминиевый (КРАЗ) и другие. На территории Советского района расположены участки массового жилищного строительства: жилые районы Северный и Взлётка. В старых микрорайонах жилой фонд — это хрущёвки и дома улучшенной планировки. Застройка новых районов ведётся домами серии 111-97 и монолитно-кирпичными домами. Жилой фонд совершенно разнообразный и представлен домами от деревянных до кирпичных.
Октябрьский район — наряду с Центральным является самым старым районом и самым экологически чистым. В нём нет крупных предприятий (за исключением предприятий лёгкой промышленности) и расположен он с точки зрения розы ветров самым удачным образом. В нём находятся несколько площадок для застройки, где ведётся строительство жилых домов, например, Северо-западный, Ветлужанка, Академгородок. Жилой фонд района один из самых молодых. Практически нет деревянных домов, много домов улучшенной планировки и серии 111-97. В качестве перспективных для застройки районов выступает территория, окружающая въезд на Железнодорожный мост. В Октябрьском районе расположен Сибирский федеральный университет, несколько кинотеатров. 29 октября 2015 года завершено строительство в непосредственной близости с ним четвёртого моста через Енисей. Реализация проекта предполагает строительство двух новых районов – Николаевского и Комбайнового. На данный момент их территория занята малоэтажной застройкой и промышленными объектами.

### Правый берег
Кировский район — самый первый район, появившийся на правом берегу. Его территория с 1934 года включала всё правобережье и Дивногорск. В 1942 из него выделился Ленинский, а в 1977 — Свердловский районы. Сегодня на территории района расположены предприятия металлургии и машиностроения, образовательные учреждения (Енисейский филиал НГАВТ, СФУ, Институт нефти и газа, СЮИ МВД России, СибГАУ и другие) и спортивные объекты.
В Свердловском районе техносфера удивительно гармонично сочетается с природой. Здесь располагаются заповедник «Столбы», парк флоры и фауны «Роев ручей», фан-парк «Бобровый лог». На фоне других районов правого берега Свердловский сильно выделяется, так как у него есть потенциал для развития.
Ленинский район является промышленным, так как на его территории расположены основные производства Красноярска — Красноярский машиностроительный завод и Красноярский завод цветных металлов, Сибирский завод тяжёлого машиностроения ("Сибтяжмаш"), Енисейский ЦБК, химический комбинат "Енисей" и другие. В районе располагается множество школ, библиотек, пять ДК. Здесь располагается здание Сибирского государственного аэрокосмического университета имени М. Ф. Решетнёва. Район славится людьми, жившими и учившимися здесь: хоккеисты Сергей Иванович и Сергей Сергеевич Ломановы, Юрий Лахонин, Виталий Ануфриенко, писатель Виктор Петрович Астафьев, баритон Дмитрий Александрович Хворостовский.
Свердловский и Кировский районы за последние годы сильно уступили левобережью в «престижности». Массового строительства в районах не ведётся, однако имеется точечная застройка. Можно выделить микрорайоны Пашеный, Первомайский, ул. Крайнюю и "Южный берег", где находятся дома новых планировок. В Кировском и Ленинском районах очень много сталинок — главные улицы и проспекты районов застраивались, в основном, в послевоенные годы (Матросова, Свердловская, 60 лет Октября, проспект Красноярский рабочий и другие). В ходе реализации проекта 4 моста через Енисей планируется постройка новых микрорайонов Тихие зори и Юго-западный. Ленинский район аналогичен Свердловскому и Кировскому, но в силу своей удалённости от центра города и худшей экологической обстановки ещё менее престижен для проживания и бизнеса.